# Guerra polaco-ucraniana
La guerra polaco-ucraniana fue una guerra entre la recién constituida Polonia independiente y la recién proclamada República Popular de Ucrania Occidental entre 1918 y 1919 por el control de los territorios del Imperio austrohúngaro en ese momento en descomposición, concluyendo con la liquidación de la República Popular de Ucrania Occidental incorporándola como territorio polaco, y firma del reconocimiento de esta integración y alianza para luchas contra los soviéticos entre Polonia y la República Popular de Ucrania.
El conflicto tuvo sus raíces en las diferencias étnicas, culturales y políticas entre las poblaciones polaca y ucraniana que vivían en la región, ya que Polonia y ambas repúblicas ucranianas fueron estados sucesores de los disueltos imperios ruso y austrohúngaro.
La guerra comenzó en el este de Galicia después de la disolución del Imperio austrohúngaro y se extendió a las regiones de Kholm (Chełm) y Volinia (Wołyń), que antes pertenecían al Imperio ruso.
Polonia volvió a ocupar el territorio en disputa el 18 de julio de 1919.